# 영대

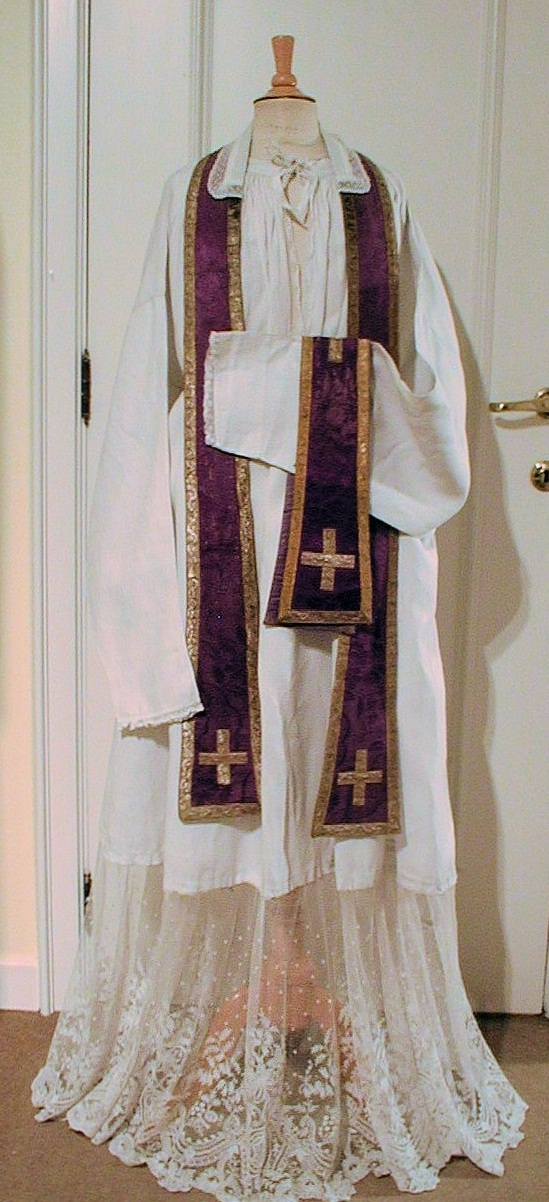
라틴식 영대와 수대

영대(領帶, 그리스어: στολή, 라틴어: Stola)는 기독교 성직자들이 예식을 수행할 때 입는 제복 중의 하나이다. 로마 가톨릭교회와  개신교(루터교, 장로교, 감리교, 성공회 등)의 성직자들이 예배 또는 미사나 성례 또는 성사 집례할 때 입는다.

## 영대의 어원과 특징
영대라는 말은 고대 그리스어 스톨레(στολή)에서 나온 말이다. 본디 스톨레는 현대의 예복처럼 길어서 끌리는 옷을 의미했다. 현재에는 그 의미가 변화되어 길게 늘어뜨리는, 장식에 가까운 의류인 영대를 의미하게 되었다.
영대는 보통 비단으로 만든 좁고 긴 띠의 형상을 하고 있으며, 길이 240cm, 폭 5~10cm이며, 그 끝은 곧게 뻗어 있거나 넓게 퍼져 있다. 영대의 중간은 목 뒤 어깨에 걸치고, 양쪽 두 끝은 서로 붙이거나 느슨하게 늘려서 서로 평행하게 아래로 내린다. 대부분의 영대는 십자가를 포함한 종교적 상징물을 수놓는 것으로 꾸며진다. 또한, 영대 끝 부분에는 모두 술을 달고 그 술에 명암이 확실히 드러나는 끈을 장식한다. 교회력에 따라 절기별 상징 색상에 따라 착용한다.  

## 기독교 교파별 사용

### 로마 가톨릭교회
로마 가톨릭교회에서 영대는 성품성사를 받은 성직자의 권한과 품위를 나타내는 것이다. 주교나 사제는 목에 둘러 가슴 앞에서 평행하게 내려뜨리며, 부제는 훈장과 비슷하게 왼쪽 어깨에서 오른편 허리 밑으로 반대방향으로 맨다. 트리덴티노 미사를 하던 시기(제2차 바티칸 공의회 이전)에는 주교 만이 영대를 평행하게 내려뜨릴 수 있었고 사제들은 X자로 교차해서, 부제들은 현재와 같이 대각선으로 맸다. 미사를 봉헌할 때에는 영대를 매고 그 위에 제의를 입으며 그 외 다른 의식을 집전할 때는 영대를 매고 망토 모양의 긴 외투인 캅파를 입는다.

### 성공회
성공회에서 영대는 서품예식으로 서품받은 성직자가 감사성찬례와 성사 집전때 입는 예복 가운데 하나이며, 교회력 절기와 성사성격에 따라 색상이 달라진다. 가장 많이 사용되는 영대색상은 백색, 홍색, 자색, 그리고 녹색인데, 모두 교회력 절기와 성사성격에 따라 구분해서 사용한다.
감사성찬례 집전시 주교와 사제는 양어깨에 걸치며, 부제는 왼쪽에서 오른쪽으로 교차하여 착용한다. 감사성찬례 집전시 사제와 주교는 목에서 발목까지 덮는 장백의와 영대 위에 제의를 입고 성찬 예배를 집전한다.

### 개신교회
개신교회에서 영대는 목사 안수를 받은 성직자의 예복에만 같이 입는다. 개신교회에서 감독이나 목사가 예복 위에 양쪽으로 늘어뜨려 입으며 교회력의 절기에 따라, 또는 집례하는 상황에 따라 색을 달리한다. 원어대로 스톨이라고 부르기도 한다. 목사 안수식에서 흔히 안수를 주는 이가
안수를 받는 이에게 안수하고 영대를 예복 위에 둘러주어 목사직의 안수를 확정한다. 따라서 전도사나 장로는 영대를 착용할 수 없다. 영대를 착용하는 개신교의 성직자 예복은 16세기 유럽 공직자와 교수 복장에서 유래하여 간소하고, 장식이 절제되었으며 예복 색은 흰색이나 검은색이다.

## 같이 보기
- 팔리움
- 탈리트

## 참고 자료
- 기독교대한감리회 신앙과직제위원회. 《새예배서》. 기독교대한감리회, 2002.